# Mark Dacascos

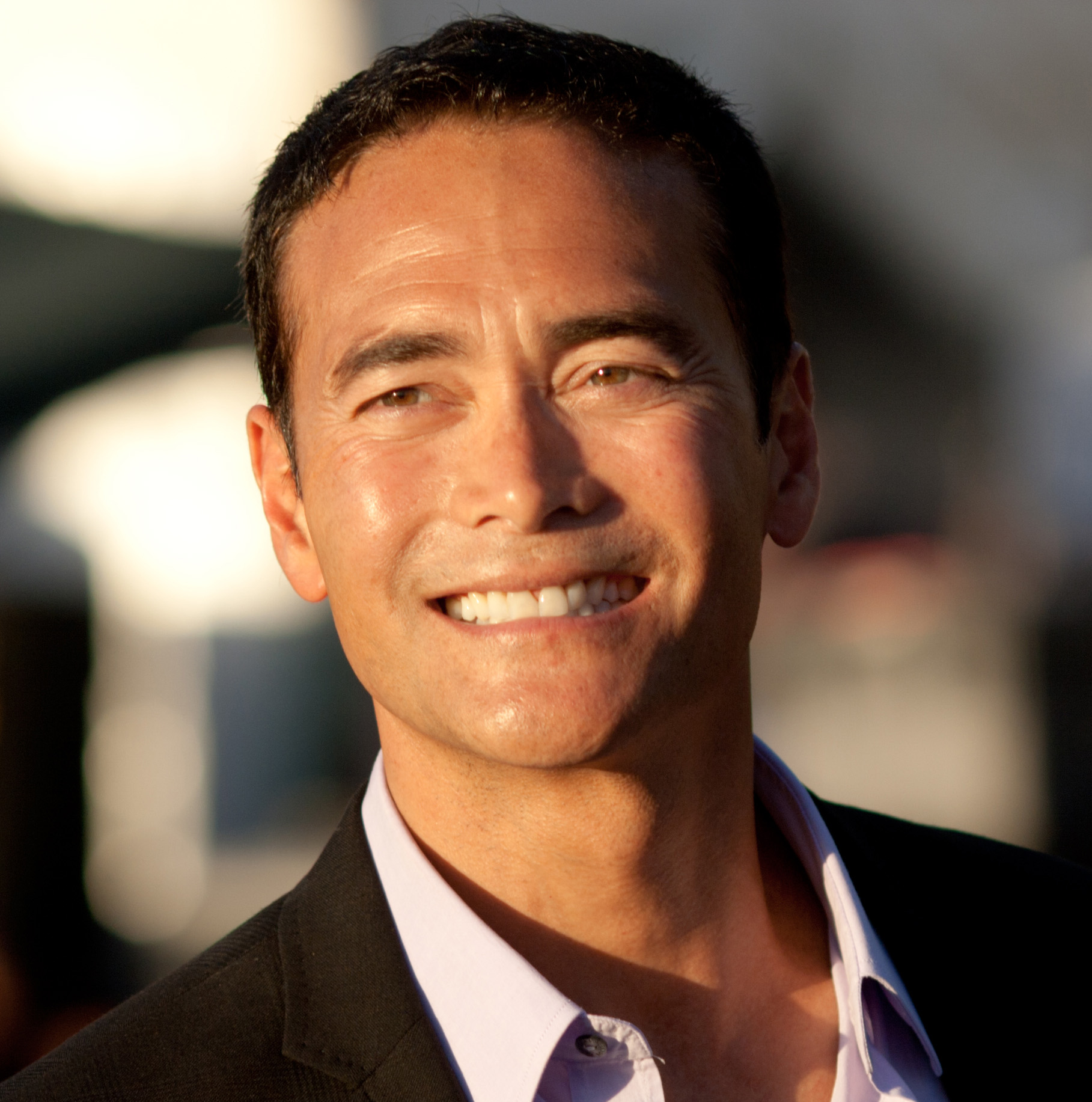
Mark Dacascos (2011)

Mark Alan Dacascos (* 26. Februar 1964 in Honolulu, Hawaii) ist ein US-amerikanischer Schauspieler mit europäisch-asiatischen Vorfahren.

## Leben und Karriere
Mark Dacascos ist der älteste Sohn von Al Dacascos, dem Begründer des Wun Hop Kuen Do (kombinierter Kampfkunststil, ein Stil des modernen Kung Fu), dessen Wurzeln im hawaiischen Kajukenbo-System liegen. Nach seiner Kindheit auf Hawaii verbrachte Mark Dacascos mehrere Jahre in Hamburg, wo er in der Kampfsportschule seines Vaters seinen Schwarzgurt erhielt und Deutsch lernte, das er, wie auch Englisch, Chinesisch und Japanisch, fließend spricht.
Nach mehreren Erfolgen in Kampfsport-Turnieren widmete Dacascos sich der Schauspielerei. So war er unter anderem 2001 im Fantasyfilm Pakt der Wölfe und 2003 im Actionfilm Cradle 2 The Grave zu sehen. Auch hatte er Gastauftritte in US-Serien wie Martial Law – Der Karate-Cop und CSI. Am populärsten ist jedoch seine Darstellung des Killers Yo Hinomura in Christophe Gans’ Actionthriller Crying Freeman – Der Sohn des Drachen (1995). 2016 gab er mit dem Actionfilm Showdown in Manila sein Regiedebüt. Zwischen 2010 und 2018 spielte Dacascos in verschiedenen Folgen von Hawaii Five-0 den Bösewicht Wo Fat.
Mark Dacascos ist seit 1998 mit der US-amerikanischen Schauspielerin Julie Condra verheiratet und hat mit ihr drei Kinder. Er lernte sie bei den Dreharbeiten zu dem Film Crying Freeman – Der Sohn des Drachen kennen.

## Filmografie (Auswahl)
- 1990: Flash – Der Rote Blitz (The Flash, Fernsehserie, eine Folge)
- 1990: Angel Town
- 1992: American Samurai
- 1993: Kampfhähne (Roosters)
- 1993: Only the Strong
- 1994: Wild at Love (Dragstrip Girl, Fernsehfilm)
- 1994: Double Dragon – Die 5. Dimension (Double Dragon)
- 1995: Kickboxer 5 – Redemption (Kickboxer 5: The Redemption)
- 1995: Crying Freeman – Der Sohn des Drachen (Crying Freeman)
- 1996: DNA – Die Insel des Dr. Moreau (The Island of Dr. Moreau)
- 1996: Sabotage – Dark Assassin (Sabotage)
- 1997: Drive
- 1997: Genetic Code (DNA)
- 1998: Sanctuary
- 1998: Hard Proof (Boogie Boy)
- 1998: The Crow – Die Serie (The Crow: Stairway to Heaven, Fernsehserie)
- 1998: Mörderisches Doppelspiel (No Code of Conduct)
- 1999: The Base
- 2000: China Strike Force – Die Aufräumer (Leui ting jin ging)
- 2001: Pakt der Wölfe (Le Pacte des Loups)
- 2001: Tödliche Tarnung (Instinct to Kill)
- 2002: CSI: Den Tätern auf der Spur (Fernsehserie, Folge 2x17)
- 2003: Born 2 Die (Cradle 2 The Grave)
- 2005: Nomad – The Warrior (Nomad)
- 2005: Jagd auf Eagle One (The Hunt For Eagle One)
- 2006: Only the Brave
- 2006: Solar Attack – Der Himmel brennt (Solar Strike, Fernsehfilm)
- 2007: Code Name: The Cleaner
- 2007: Alien Agent
- 2007: I Am Omega
- 2007–2008: Stargate Atlantis (Fernsehserie, 2 Folgen)
- 2008: Auf den Spuren der Samurai (Samurai, Dokumentarfilm)
- 2008: Gideon Falls
- 2009–2010: Kamen Rider: Dragon Knight (Fernsehserie)
- 2009: Serbian Scars
- 2009: Wolvesbayne
- 2010: Schattenkommando (Shadows in Paradise)
- 2010: Das Geheimnis des Sultans (Sultanın Sırrı)
- 2010–2014, 2018, 2020: Hawaii Five-0 (Fernsehserie, 17 Folgen)
- 2012: Action Hero
- 2013: Mortal Kombat Legacy (Fernsehserie, 3 Folgen)
- 2013: Das verschollene Medaillon – Die Abenteuer von Billy Stone (The Lost Medallion: The Adventures of Billy Stone)
- 2014: Chicago P.D. (Fernsehserie, Folge 1x08)
- 2015–2016: Marvel’s Agents of S.H.I.E.L.D. (Fernsehserie, 11 Folgen)
- 2016: Showdown in Manila (auch Regie)
- 2016: Ultimate Justice
- 2016: Lucifer (Fernsehserie, Folge 2x05)
- 2019: John Wick: Kapitel 3 (John Wick: Chapter 3 – Parabellum)
- 2019: Wu Assassins (Fernsehserie, 5 Episoden)
- 2019: Hitman Undead
- 2020: One Night in Bangkok
- 2021: Batman: Soul of the Dragon
- 2023: Warrior (Fernsehserie)

## Videospiele
- 1996: Wing Commander IV – Der Preis der Freiheit (als Troy „Catscratch“ Carter)